# 栗田豊通
栗田 豊通（くりた とよみち、1950年 - ）は、日本の映画撮影監督。邦画では柳町光男、相米慎二などと組んだ。洋画ではアラン・ルドルフとのタッグが有名。東京芸術大学大学院映像学科撮影照明領域の教授に就任。

## 経歴
茨城県水戸市生まれ 。1982年にアメリカン・フィルム・インスティチュートのシネマトグラフ学科を卒業。

## 代表作
- 杳子 (1977)
- トラブル・イン・マインド (1985) 撮影
- ブラッド・レッド/復讐の銃弾 (1988)<未> 撮影
- パウワウ・ハイウェイ (1988) 撮影
- モダーンズ(1988) 撮影
- チャイナシャドー (1990) 撮影
- レイジ・イン・ハーレム (1991) 撮影
- 旅立ちの季節 (1991)<未> 撮影
- お引越し (1993) 撮影監督
- インフィニティ/無限の愛 (1996) 撮影
- 判決/クライム・オブ・ザ・センチュリー (1996)<TVM> 撮影
- アフターグロウ (1997) 撮影
- クッキー・フォーチュン（ロバート・アルトマン監督）(1999) 撮影
- ため息つかせて（フォレスト・ウィテカー監督）(1995) 撮影
- 御法度(1999) 撮影
- ホワイト・プリンセス (2004) 撮影
- インプリント ～ぼっけえ、きょうてえ～ (2005) 撮影
- スキヤキ・ウエスタン ジャンゴ（三池崇史監督） (2007) 撮影監督
- ガマの油（役所広司監督） (2008) 撮影監督
- 理想の夫婦のつくり方 (2010)<未> 撮影
- 脳男（瀧本智行監督）(2013) 撮影監督